# Eileen O’Keeffe
Eileen O’Keeffe (ur. 31 maja 1981 w Kilkenny) – irlandzka lekkoatletka, specjalizująca się w rzucie młotem.
W 2011 ogłosiła zakończenie kariery z powodu przewlekłej kontuzji kolana.

## Osiągnięcia
- 6. miejsce na mistrzostwach świata (Osaka 2007)
- srebrny medal Uniwersjady (Bangkok 2007)
- wielokrotnie stawała na podium zawodów pucharu Europy[1]
- siedemnastokrotna rekordzistka Irlandii[1]
- piętnastokrotna mistrzyni kraju (9 złotych medali w rzucie młotem w latach 2001–2009 oraz sześć tytułów w rzucie dyskiem)[1]

W 2008 O’Keeffe reprezentowała Irlandię podczas igrzysk olimpijskich w Pekinie, 23. miejsce w eliminacjach nie dało jej jednak awansu do finału.

## Rekordy życiowe
- rzut młotem – 73,21 (2007) rekord Irlandii